# Цобель, Райнер
Райнер Цобель (родился 3 ноября 1948 года во Врештедте, Ильцен) — немецкий футболист и футбольный тренер.

## Карьера игрока

### Клубная карьера
Молодёжная карьера Цобеля прошла в таких клубах, как «Врештедт-Стедердорф», «Теутония Ильцен», «Ильцен 09», «Бад-Цвишенан» и снова «Ильцен 09». За это время он сыграл семь матчей за юношескую сборную ФРГ и 12 матчей за любительскую сборную. В 1968 году он перешёл в клуб Бундеслиги, «Ганновер 96», с которым подписал профессиональный контракт.
Его дебют в лиге состоялся 17 августа 1968 года (1-й тур) в выездном матче против «Вердера», который закончился поражением со счётом 2:3. Свой первый гол в Бундеслиге он забил 30 октября 1968 года (12-й тур) в выездном матче против «Герта Берлин» на 84-й минуте. Однако это был лишь гол престижа, «Герта» выиграла со счётом 2:1. В составе «Ганновера» он также сыграл пять матчей в кубке Германии и шесть матчей в еврокубках.
Со своим вторым клубом, «Баварией» — за которую он играл с 1970 по 1976 год — он провёл наиболее успешный период в карьере и завоевал семь трофеев. За «Баварию» он сыграл 180 матчей в Бундеслиге, 39 игр в еврокубках, 32 матча в национальном кубке и один матч за вторую сборную. Его последняя игра в Бундеслиге состоялась 12 июня 1976 года (34-й тур) против «Герты», который закончился со счётом 7:4 в пользу мюнхенской команды. Свою карьеру игрока он закончил в «Люнебургере» и через несколько лет начал тренерскую карьеру.

### Национальная сборная
За юношескую сборную Цобель провёл семь матчей. Он дебютировал в команде 14 февраля 1967 года в Мёнхенгладбахе в матче против Англии, который завершился поражением с минимальным счётом. Его последняя игра за юношескую сборную ФРГ состоялась 9 мая 1967 года в Стамбуле против Дании, ФРГ победила со счётом 3:1.
За любительскую сборную он сыграл 18 международных матчей, в том числе шесть в качестве игрока «Ганновера». Он дебютировал в команде 20 сентября 1967 года в Регенсбурге в матче против сборной Австрии, который закончился безголевой ничьей. Его последний международный матч за любительскую сборную состоялся 25 марта 1970 года в Меппене и закончился ничьей 1:1 со сборной Нидерландов.
Как игрок «Баварии» 14 ноября 1972 года он сыграл за вторую сборную Оттмара Хитцфельда, матч состоялся в Винтертуре и завершился победой над Швейцарией со счётом 3:1.

## Карьера тренера
Карьеру тренера Цобель начал с «Теутония Ильцен», затем возглавил «Люнебургер». После этого он с 1987 по 1990 год он был помощником тренера в «Айнтрахт Брауншвейг». С 1990 по 1996 год Цобель работал тренером в трёх наиболее сильных лигах немецкого футбола: во Второй Бундеслиге со «Штутгартер Кикерс», два года спустя — в Бундеслиге с «Кайзерслаутерном» и «Нюрнбергом» и с 1995 по 1996 год — в региональной лиге с «Теннис-Боруссия».
В начале сезона 1997/98 он покинул Германию и отправился в Египет, где стал тренером «Аль-Ахли Каир». За три года команда трижды становилась чемпионом Египта, затем 27 сентября 2000 года Цобель вернулся в Германию, чтобы снова тренировать «Штутгартер Кикерс». Год спустя, однако, он снова уехал за границу и тренировал различные клубы из ОАЭ, Египта и Ирана.
В июне 2008 года Цобель переехал в Грузию, став тренером «Динамо Тбилиси», однако в клубе он пробыл недолго. Военные действия в августе заставили его и ряд легионеров покинуть Грузию; Цобель переехал в Брауншвейг. С 16 июля 2009 по 28 ноября 2010 года он тренировал «Морока Свэллоуз» из ЮАР.
В начале сентября 2012 года Цобель стал новым главным тренером молдавского «Милсами». С апреля 2013 он тренировал клуб из чемпионата Египта, «Эль-Гуна». В марте 2016 года он подписал контракт с любительским клубом «Венден». В конце декабря 2017 года он покинул «Венден» и занял тренерский пост в «Люнебургер Ганза». Летом 2019 года он перешёл на должность менеджера «Люнебургер Ганза».